# 이브주
이브주(아랍어: إب)는 예멘 남부 내륙 지방에 위치한 주로, 주도는 이브이며 인구는 2,131,861명(2004년 기준), 면적은 6,031km2이다.